# Kombat
Kombat (Комбат) – zaprojektowany na Ukrainie przeciwpancerny pocisk kierowany kalibru 125 mm przeznaczony do wystrzeliwania z armat czołgowych. Jego istnienie zostało ujawnione w 2001, ale jest produkowany od 1999 roku.

## Opis
Kombat ma konfigurację aerodynamiczną zbliżoną do skonstruowanego w połowie lat 80. sowieckiego pocisku przeciwpancernego 9M128 Agona. Był to wyposażony w tandemową głowicę kumulacyjną, naprowadzony radiokomendowo ppk przeznaczony do wystrzeliwania z armat czołgowych. Konstruktorzy z firm Progress, GP Gosudarstwiennoje KKB Łucz i GAChK Artem zachowali układ konstrukcyjny ppk Agona, ale wyposażyli swój pocisk w układ naprowadzania w wiązce laserowej w miejsce radiokomendowego. System naprowadzania jest kompatybilny z radzieckimi 9K119 Refleks i 9K120 Swir. Pocisk może być odpalany z czołgów T-72B, T-80B/U/UD, oraz T-84 wyposażonych w dalmierze laserowe  1G46 i 1K13  mogące emitować modulowaną wiązkę laserową. Poza wersją kalibru 125 mm istnieje także wersja eksportowa tego pocisku oznaczona prawdopodobnie Falah-1. Ma ona kaliber 120 mm i jest scalana z łuską zgodną z normami NATO.

## Dane taktyczno-techniczne

### Kombat
- kaliber: 125 mm
- masa: 30 kg
- długość 1083 mm
- zasięg: 200-5000 m
- prędkość średnia: 295 m/s

### Falah-1
- kaliber: 120 mm
- masa: 27 kg
- długość ?? mm
- zasięg: 200-5000 m
- prędkość średnia: 312 m/s